# Hitman 2: Silent Assassin
Hitman 2: Silent Assassin je stealth videohra z roku 2002, kterou vyvinula společnost IO Interactive a vydala společnost Eidos Interactive pro Microsoft Windows, PlayStation 2, Xbox a GameCube. Hra byla znovu vydána pro Windows prostřednictvím online distribuční služby Steam a GOG.com. Jedná se o druhý díl videoherní série Hitman a pokračování hry Hitman: Codename 47.

## Příběh
Příběh opět sleduje geneticky vylepšeného lidského klona agenta 47, který pracoval pro ICA jako nájemný vrah. Po událostech ve hře Hitman: Codename 47 odešel do důchodu a začal žít poklidným životem v kostele. Poté, co je jeho jediný přítel, reverend Emilio Vittorio, unesen neznámými útočníky, se agent 47 vrací do ICA v naději, že ho vypátrá.

## Hratelnost
Stejně jako v předchozím díle se hra zaměřuje na likvidaci cílů a snahu zůstat co nejdéle neodhalen, ať už pomocí převleků, vyhýbání se podezřelým nepřátelům, nebo jinými způsoby. Akčněji zaměřené segmenty ze hry Hitman: Codename 47 byly odstraněny ve prospěch misí zaměřených výhradně na stealth, ačkoli si hráči mohou zvolit vlastní styl hraní. Hra přináší možnost pohledu první osoby, možnost zneškodnit nepřátele místo jejich zabití a mise s více možnými přístupy.

## Vydání
Hra vyšla v říjnu 2002.
Dočkala se vesměs pozitivních recenzí od kritiků, kteří ji považovali za lepší než jejího předchůdce ve všech ohledech. Hra byla také komerčně úspěšná, protože se jí k 23. dubnu 2009 prodalo více než 3,7 milionu kopií, což z ní činí nejprodávanější hru z původní série Hitman (před Hitmanem z roku 2016).
Hitman 2: Silent Assassin, Hitman: Contracts a Hitman: Blood Money byly vydány na PlayStation 3 a Xbox 360 v lednu 2013 v podobě Hitman HD Trilogy.